# Håkan Wåhlstedt
Erik Håkan Wåhlstedt, född 16 november 1963 i Badelunda församling, Västmanlands län, är en svensk politiker (miljöpartist). Han var partisekreterare för Miljöpartiet de Gröna från kongressen 1999 till och med kongressen 2007 då han efterträddes av Agneta Börjesson.

## Biografi
Wåhlstedt tog civilekonomexamen 1984 och blev doktorand i företagsekonomi med naturekonomisk inriktning. Doktorsavhandlingen från 2001 heter Resultatredovisning för hållbar utveckling. Wåhlstedt avlade doktorsexamen först 2013. Han har även undervisat i ekonomi.
År 1988 blev Wåhlstedt invald i Västerås kommunfullmäktige och ordförande på riksplanet för Grön Ungdom. År 1994 tillträdde han som oppositionsråd för Miljöpartiet och blev 1998 kommunalråd och kommunfullmäktiges ordförande i Västerås.
Wåhlstedt har varit förstanamn på Miljöpartiets valsedel, i Västmanlands valkrets, till riksdagen åren 1998, 2002 och 2006, utan att bli invald.
Wåhlstedt utsågs i januari 2015 till landshövding i Västmanlands län. Efter några månader på posten började kritik komma mot Wåhlstedts sätt att sköta landshövdingesysslan. I december 2015 blev det klart att han lämnar landshövdingesysslan vid årsskiftet 2015/2016 för att istället bli generaldirektör vid Regeringskansliet. Som efterträdare från 1 februari 2016 utsågs Minoo Akhtarzand.
Wåhlstedt ärvde sin morfars samling med skolplanscher och har därefter sedan utökat samlingen till mer än 2 000 blad. Tillsammans med Västerås folkhögskola har samlingen digitaliserats och presenteras  i ett digitalt webbaserat museum på www.skolplanscher.se. Webbsidan invigdes 15 januari 2009, då morfadern skulle fyllt 100 år, med invigningstal av Mats Svegfors.

## Utredningsuppdrag
- Ansvarskommittén SOU 2007:10-13